# بابلو موش
بابلو موش (بالإسبانية: Pablo Mouche)‏ (11 أكتوبر 1987 الأرجنتين - ) هو لاعب كرة قدم أرجنتيني، يلعب كمهاجم.

## وصلات خارجية
بابلو موش على موقع الاتحاد الأوربي (الإنجليزية)
- بابلو موش على موقع اتحاد تركيا (لاعب) (الإنجليزية)
- بابلو موش على موقع قاعدة بيانات كرة القدم.إي يو (الإنجليزية)
- بابلو موش على موقع ناشيونال فوتبول تيمز (الإنجليزية)
- بابلو موش على موقع Soccerway.com (الإنجليزية)
- بابلو موش على موقع عالم كرة القدم.نت (الإنجليزية)